# أليكساندرو جورجيو
أليكساندرو جورجيو (بالرومانية: Alexandru Giurgiu)‏ هو لاعب كرة قدم روماني في مركز الدفاع، ولد في 25 سبتمبر 1992 في كرايوفا في رومانيا. لعب مع دينامو بوخارست ونادي أسترا جورجو ونادي فارول كونستانتسا.

## وصلات خارجية
- أليكساندرو جورجيو على موقع قاعدة بيانات كرة القدم.إي يو (الإنجليزية)
- أليكساندرو جورجيو على موقع Soccerway.com (الإنجليزية)